# FeriX
FeriX je distribucija operacijskega sistema Linuxa, na katerem je zbrana programske opreme potrebna v tehniki, predvsem elektrotehniki. Pripravili so jo študentje elektrotehnike na Univerzi v Mariboru.

## Različice
Trenutna različica nosi oznako 2.1.3 in je izsla 30. marca 2007.
| različica                                             | datum    | velikost |
| ferix-2.1.3                                           | marec 30 | 2,0 GB   |
| ferix-2.1.2 Arhivirano 2016-03-04 na Wayback Machine. | marec 19 | 1,9 GB   |
| ferix-2.1.1                                           | nov 5    | 1,8 GB   |
| ferix-2.1 Arhivirano 2016-03-04 na Wayback Machine.   | sep 25   | 1,8 GB   |
| RC 7                                                  | sep 5    | 1,8 GB   |
| ...                                                   |          |          |
| beta 3                                                | apr 26   | 1,2 GB   |

## Sistemske zahteve
|              | Minimalne zahteve za FeriX so: |  | priporočamo:                        |
| ------------ | ------------------------------ |  | ----------------------------------- |
| CPU:         | Pentium ali Athlon 500 MHz     |  | Pentium ali Athlon 1000 MHz ali več |
| RAM:         | 256MB                          |  | 512MB                               |
| CD/DVD pogon | DVD pogon                      |  | DVD pogon                           |
| Ostalo       |                                |  | dostop do interneta                 |

## Programi

### Elektrotehnika
- PCB - načrtovanje tiskanin
- gEDA - načrtovanje in simulacija vezij (SPICE) ter načrtovanje tiskanin
- avra-  zbirnik, zamenjava za Atmelov avrasm
- Dia - risanje raznih diagramov
- KLogic - simulator digitalnih vezij
- KTechlab - simulator analognih in digitalnih vezij ter PIC mikrokrmilnikov
- KTechlab PIC - programiranje in simulacija Microchip PIC mikrokontrolerjev z diagrami poteka
- GNUcap - simulacija električnih vezij
- XCircuit - snovanje električnih vezij
- Xoscope - digitalni osciloskop
- PiKdev - grafična školjka za razvoj .asm in C aplikacij za Microchip PIC

### Matematika in 3D animacija
- Blender - 3D animacije
- Dr.Geo - risanje matematičnih likov ter pisanje besedil
- C.a.R - učenje ravninske, analitične geometrije v srednji in osnovni šoli
- Octave - ekvivalent MATLABA
- Scilab - ekvivalent Simulink
- Scicos - ekvivalent Matlab/Simulink/RTW
- Qcad - program je namenjen risanju slik v dveh dimenzijah (2D)
- freecad - risanje 3D slik, omogoča tudi animacije le teh

### Mediji (Večpredstavnost)
- cinelerra - urejevalnik zvočnih in video zapisov
- Gimp - grafično oblikovanje
- vlc - večpredstavnostni predvajalnik in oddajnik

### Internet
- GAIM  - odjemalec za neposredno sporočanje
- Mozilla Thunderbird - odjemalec elektronske pošte
- Mozilla Firefox  - spletni brskalnik
- xchat - odjemalec za neposredno sporočanje

### Pisarna
- Scribus - Namizno založništvo
- OpenOffice.org - Pisarniški paket
- Lyx - Pisanje dokumentov formata TeX
- Vim - Urejevalnik

### Razvoj
- Eclipse - IDE razvojno okolje
- Planner - Projekt management
- Cervisia - grafični vmesnik za CVS